# Чемпионат мира по шорт-треку среди команд 1992
Чемпионат мира по шорт-треку среди команд 1992 года проходил 14 — 15 марта в Минамимаки (Япония).

## Система состязаний
Для участия в чемпионате автоматически квалифицировались первые восемь стран по итогам кубка мира. По 4 конькобежца от каждой страны участвовало в гонках на 500 м и на 1000 м, по 2 конькобежца — в гонке на 3000 м, плюс проходило первенство в эстафете (на 3000 м для женщин, на 5000 м — для мужчин).

## Участники чемпионата

### Мужчины
| Место | Участники        | Очки |
| ----- | ---------------- | ---- |
| 1     | Республика Корея | 79   |
| 2     | Италия           | 66   |
| 3     | Япония           | 61   |
| 4     | США              | 44   |
| 5     | Франция          | 40   |
| 6     | КНДР             | 40   |
| 7     | Нидерланды       | 23   |

### Женщины
| Место | Участники        | Очки |
| ----- | ---------------- | ---- |
| 1     | Республика Корея | 79   |
| 2     | Япония           | 63   |
| 3     | Китай            | 58   |
| 4     | КНДР             | 47   |
| 5     | Италия           | 42   |
| 6     | СНГ              | 41   |
| 7     | Франция          | 24   |

## Призёры чемпионата

### Мужчины
| Дисциплина | Золото                                                   | Серебро                                                   | Бронза                                                                  |
| ---------- | -------------------------------------------------------- | --------------------------------------------------------- | ----------------------------------------------------------------------- |
| Команды    | Ким Ки Хун Ли Сон Ук Мо Джи Су Сон Джэ Кун Квон Ён Чхоль | Орацио Фагоне Мирко Вюллермин Хуго Херрнхоф Диего Каттани | Тацуёси Исихара Юити Акасака Тосинобу Каваи Цутому Кавасаки Дзюн Уэмацу |

### Женщины
| Дисциплина | Золото                                    | Серебро                                         | Бронза                                    |
| ---------- | ----------------------------------------- | ----------------------------------------------- | ----------------------------------------- |
| Команды    | Чон Ли Гён Ким Со Хи Ким Рян Хи Ли Юн Сук | Хироми Такеути Риэ Сатоу Миэ Наито Нобуко Ямада | Ли Цзиньянь Ли Янь Ван Сюлань Чжэн Чуньян |